# Izsák ben Báruk Albália
Izsák ben Báruk Albália (1035 – 1094) középkori hispániai zsidó hit- és természettudós, költő.
A hispániai Granadában élt, majd Córdobába költözött, ahol a helyi arab fejedelemnek volt csillagjósa. Foglalkozott matematikával, költészettel, írt responzumokat és egy arab nyelvű Gemára-kommentárt. Fő műve a befejezetlenül maradt nehezebb haláchákat magyarázó Kuppat Róchlim.